# 春の序曲
『春の序曲』（His Butler's Sister）は、フランク・ボーゼイジ監督、ディアナ・ダービン出演による1943年のアメリカ合衆国のロマンティック・コメディ映画である。脚本はサミュエル・ホッフェンスタインとベティ・ラインハートであり、歌手を目指してニューヨークを訪れる少女が描かれる。第17回アカデミー賞ではバーナード・B・ブラウンが録音賞にノミネートされた。

## あらすじ
歌手志望の田舎娘アン・カーター(ディアナ・ダービン)は、ニューヨークで暮らしている大金持ちのはずの腹違いの兄マーティン(パット・オブライエン)を頼って都会に向かう。途中の列車では、売れっ子作曲家チャールズ・ジェラード(フランチョット・トーン)に自分の歌を売り込もうとして失敗する。マーティンは実はジェラードの執事で、送った金も競馬で稼いだあぶく銭だと知ってアンは失望する。しかし翌朝、親切で魚料理が好きなメイドのセベリナのおかげで、新入りの住み込みメイドとしてジェラード邸に雇われることに成功する。その日の買物では同じアパートの使用人たちの好意を得て、夜の芸術家たちのパーティでは、プロデューサーのモーティマー・カルブ（モート）を含む男性たちを笑顔で魅了する。
スランプ気味のジェラードは、恋人であるリズ・キャンベルと共に、メインに避暑に行こうと決意し、翌日の夜の列車を予約する。翌日の朝、アンは、主人のいない家では使用人は多すぎるというマーティンの適当な口実で解雇され、ピアノを弾きながら歌う。しかしジェラードは、壊れたラジオからの歌だと勘違いしてしまう。さらに、モートの事務所に行くと、女性に眼がないモートとアンがいるのに、ジェラードは誤解して失望する。アンにその場で励まされたジェラードは、メインに行くのをいったん取りやめ、その日の夜のロシア料理店に顔を出す。そこでアンは、使用人仲間のポポフの誕生日を祝い、ロシア語で歌うがまたしてもジェラードは聞きそこなう。料理店からの帰り、アンとジェラードは夜の街を歩き、使用人用のエレベーターの中で抱擁とキスをする。
翌朝、ご機嫌なジェラードに対してマーティンは、アンは自分を売り込もうとしている歌手志望者と同じことをしているだけだ、と忠告し、マーティンとアンの関係を恋人同士だと誤解したジェラードは、ふたりとも家を出ていくよう命じる。
翌日の夜、使用人たちだけの社交パーティーが催され、もう一度マーティンと話をしたいと思ったジェラードは、招待状がないため入場できないで困っているところを、メイドのセベリナの機転で助けられ、さらにマーティンとアンが兄妹同士という関係なのを、はじめて知ることになる。
アンは楽団をバックにオペラ「トゥーランドット」のアリアを歌い、ジェラードはようやくアンの歌を聞くことができる。歌い終わったアンは、ジェラードがいることに気がつき、人混みをかき分けてジェラードの元に行く。

## 日本公開
日本での公開は第二次世界大戦後の1946年（昭和21年）。日本語の字幕は下部に左横書きで入れられていた上、直訳調の文章であったことから読みづらいものであった。しかしながら四週連続上映しても客足が落ちないほどの人気を得た。

## キャスト
- アン・カーター：ディアナ・ダービン
- チャールズ・ジェラード：フランチョット・トーン
- マーティン・マーフィー：パット・オブライエン
- ポポフ：エイキム・タミロフ
- バズ・ジェンキンス：アラン・モーブレイ（英語版）
- モーティマー・カルブ：ウォルター・キャトレット
- セベリナ：エルザ・ジャンセン
- エリザベス（リズ）・キャンベル：イヴリン・アンカース
- フランク・ジェンクス（英語版）
- シグ・アルノ（英語版）
- ハンス・コンリード
- フローレンス・ベイツ（英語版）
- ロスコー・カーンズ（英語版）